# Tinció negativa

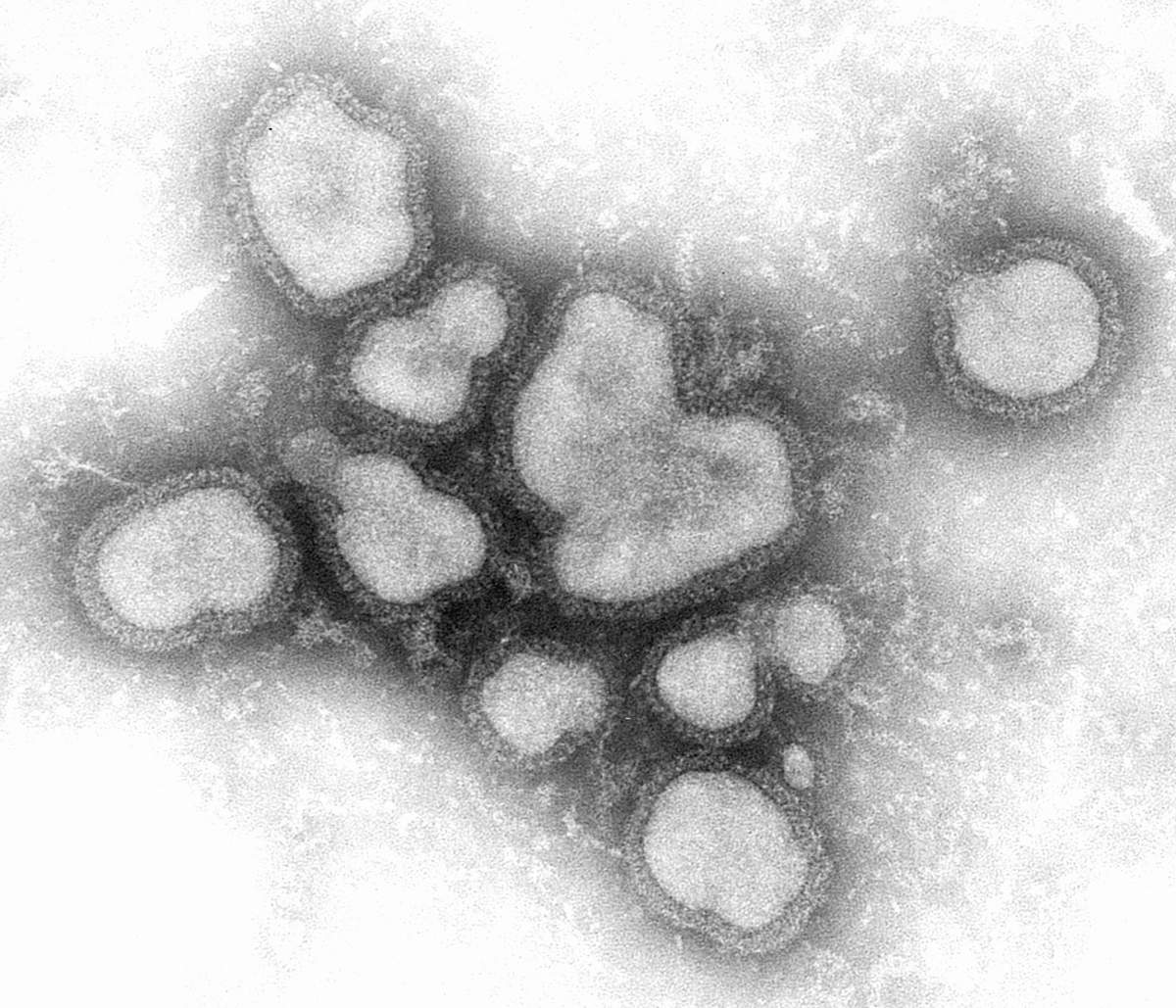
Electronografia mitjançant tinció negativa d'un virus.

Tinció negativa és una tècnica de microscòpia que permet contrastar les mostres mitjançant una substància opaca als fotons (microscòpia òptica) o als electrons (microscòpia electrònica). En el primer cas, s'empra nigrosina o tinta xinesa; per al cas de bacteris que esporulan, aquesta tècnica permet visualitzar les espores com a ens refringents sobre un camp de fons fosc.
En el cas de microscòpia electrònica de transmissió, s'empren substàncies d'alt nombre atòmic que, per tant, resulten opaques als electrons transmesos. Típicament, aquestes substàncies són acetat d'uranil, citrat de plom o molibdat d'amoni. Amb el microscopi electrònic, aquesta tècnica permet visualitzar virus, flagels, bacteris i altres ens d'escassa grandària.